# Daughters of Divine Love
Die Kongregation der Daughters of Divine Love (engl. für ‚Töchter der Göttlichen Liebe‘, Ordenskürzel DDL) ist ein religiöser Orden. Sie wurde 1969 durch Bischof Godfrey Mary Paul Okoye CSSp in Nigeria gegründet. Das Mutterhaus befindet sich in Enugu, Nigeria.
Die Ordensmitglieder sind heute in Afrika, Europa und den USA tätig, vorrangig in Krankenhäusern, Altenheimen, Sozialen Diensten und Schulen.
Die Leitung der deutschen Ordensregion hat ihren Sitz in Bonn. Lokale Niederlassungen existieren vor allem im Erzbistum Köln (Euskirchen, Frechen, Leverkusen, Niederkassel, Troisdorf) sowie in Frankfurt am Main und Weyarn.